# Jefferson Tabinas
Jefferson David Tabinas (* 7. August 1998 in Shinjuku, Präfektur Tokio, Japan) ist ein philippinischer Fußballspieler.

## Karriere

### Verein
Jefferson Tabinas erlernte das Fußballspielen in den Jugendmannschaften vom Tokyo Waseda FC und Tokyo FC Toripletta sowie in der Schulmannschaft der Toko Gakuen High School. Seinen ersten Vertrag unterschrieb er 2017 bei Kawasaki Frontale. Der Verein aus Kawasaki, einer Stadt auf der japanischen Hauptinsel Honshū im Nordosten der Präfektur Kanagawa, spielte in der höchsten Liga des Landes, der J1 League. Dort kam er allerdings nie in einem Pflichtspiel der Profimannschaft zum Einsatz. Die Saison 2019 wurde er an den Zweitligisten FC Gifu ausgeliehen. Mit dem Verein aus Gifu spielte er achtmal in der zweiten Liga, der J2 League. Am Ende der Saison musste Gifu in die dritte Liga absteigen. 2020 lieh ihn der Ligakonkurrent Gamba Osaka aus Suita aus. Die erste Mannschaft des Vereins spielte in der ersten Liga, die U23-Mannschaft spielte in der dritten Liga, der J3 League. Hier kam er 30-mal in der dritten Liga zum Einsatz. Nach Vertragsende bei Frontale wechselte er Anfang 2021 zu Mito Hollyhock. Der Verein aus Mito spielt in der zweiten japanischen Liga. Nach 74 Ligaspielen wechselte er im Januar 2024 nach Thailand, wo er sich dem Erstligisten Buriram United anschloss. Am Ende der Saison 2023/24 und 2024/25 feierte er mit Buriram die Meisterschaft. Am 24. Mai 2025 stand er mit Buriram im Finale des FA Cups, das man mit 3:2 gegen den Erstligisten Muangthong United gewann. Eine Woche später stand er mit dem Verein im Finale des Thai League Cup. Hier schlug man im BG Stadium den Erstligisten Lamphun Warriors FC mit 2:0. Nach insgesamt 43 Ligaspiele gab Tabinas im Juni 2025 seinen Abschied aus Buriram bekannt. Anfang Juli 2025 wechselte er auf Leihbasis nach Chonburi zum Erstligaaufsteiger Chonburi FC.

### Nationalmannschaft
Am 7. Juni 2021 gab Tabinas sein Debüt für die philippinische A-Nationalmannschaft in einem WM-Qualifikationsspiel gegen China. Bei der 0:2-Niederlage in Schardscha kam er über die kompletten 90 Minuten zum Einsatz. Im November 2022 wurde er dann von Trainer Thomas Dooley in den erweiterten philippinischen Kader für die Südostasienmeisterschaft 2022 berufen.

## Erfolge
Buriram United
- Thailändischer Meister: 2023/24, 2024/25
- Thailändischer Pokalsieger: 2024/25
- Thailändischer Ligapokalsieger: 2024/25

## Sonstiges
Er ist Sohn eines ghanaischen Vaters und einer philippinischen Mutter. Sein jüngerer Bruder Paul (* 2002) ist ebenfalls Fußballspieler.